# SN 2007gr
SN 2007gr – supernowa typu Ic odkryta 28 sierpnia 2007 roku w galaktyce NGC 1058. Jej maksymalna jasność wynosiła 12,77m.